# Willy Bolivard
Willy Bolivard est un footballeur français né le 11 février 1975 au Mans. Il évolue au poste de défenseur central.
Il a disputé l'intégralité de sa carrière au Mans Union Club 72, dans le Championnat de Ligue 2.

## Carrière

### Carrière de joueur
Willy Bolivard commence sa carrière professionnelle avec le MUC 72, le club de sa ville natale, lors de la saison 1993-1994 du championnat de deuxième division. En 1997 il termine troisième du championnat du monde militaire, sous les ordres de Roger Lemerre. Il passe dix saisons au Mans, totalisant 182 matchs de championnat pour trois buts. Il quitte Le Mans en 2003, après avoir obtenu la montée en Ligue 1 avec le club sarthois.
En juillet 2003 il effectue un essai au Stade lavallois. Lors du stage de présaison à Soulac-sur-Mer il est victime d'une rupture des ligaments croisés et n'est pas conservé dans l'effectif mayennais. Il tourne alors la page du football professionnel.

### Reconversion
Il poursuit sa carrière dans les rangs amateurs, officiant notamment comme entraîneur-joueur de l'US Arnage-Pontlieue (DH), club avec lequel il remporte la Coupe du Maine en 2011. Lors de la saison 2012-2013, il prend les rênes de La Suze FC, club de CFA 2.
Puis il intègre le club de son cœur en 2014 en devenant l'entraineur de l'équipe réserve du Mans FC, en DSR. Il monte en Division d'Honneur.
À partir du 1er juin 2017, Willy Bolivard officie au club des JS Coulaines, en R1.
Il crée en 2019 WBO Performance, activité de préparation mentale, pour permettre à tous de se donner les moyens d'atteindre leurs objectifs.